# Lijst van weg- en veldkapellen in Vaals
Dit is een onvolledige lijst van veldkapellen in de gemeente Vaals. Kapelletjes komen vooral in het zuiden van Nederland voor en werden dikwijls gebouwd ter verering van een heilige.
| Kapel                      | Adres                          | Plaats   | Bouwperiode   | Architect    | Foto                    |
| -------------------------- | ------------------------------ | -------- | ------------- | ------------ | ----------------------- |
| Lourdesgrot                | Holset                         | Holset   | 1884          |              |                         |
| Sint-Catharinakapel        | Oud Lemiers 16                 | Lemiers  | 11e eeuw      |              |                         |
| Kruiswegstaties (park)     | Vaalserbos                     | Vaals    | 1990          |              |                         |
| Pietakapel                 | Eschberg 7                     | Vaals    | 2009          |              |                         |
| Kerkhofkapel (Fam. Tyrell) | Begraafplaats, Seffenterstraat | Vaals    | eind 19e eeuw |              |                         |
| Kruiswegstaties (park)     | Vijlenerbos                    | Vijlen   | 1948 en 1988  | Sjef Drummen |                         |
| Monument voor Jos Saive    | Vijlenerbos                    | Wolfhaag |               |              | Monument voor Jos Saive |
| Saivekruutske (niskapel)   | Vijlenerbos                    | Vijlen   |               | Frans Saive  | Saivekruutske           |